# Sergej Loznitsa
Sergej Vladimirovitj Loznitsa (ryska: Серге́й Влади́мирович Лозни́ца, belarusiska: Сяргей Уладзіміравіч Лазніца Siarhej Uladzimiravitj Laznitsa, ukrainska: Сергій Володимирович Лозниця: Serhij Volodymyrovytj Loznitsa), född 5 september 1964 i Baranavitjy, är en ukrainsk filmregissör och dokumentärfilmare.
Loznitsa föddes och växte upp i Belarus, men flyttade med sin familj till Ukraina under skoltiden. År 1987 tävlade han examen i teknik och matematik vid Kievs polytekniska institut Igor Sikorsky. År 1997 avlade han examen i filmproduktion och regi vid Gerasimovs kinematografiska institut. Sedan 2001 är han bosatt i Berlin.
Loznitsas film Счастье моё deltog i huvudtävlan vid Filmfestivalen i Cannes 2010. Filmen В тумане tävlade om Palme d'Or 2012.